# Assassinato de Laudemir Fernandes
O Assassinato de Laudemir Fernandes refere-se ao homicídio do gari de 44 anos Laudemir de Souza Fernandes, ocorrido em 11 de agosto de 2025, em Belo Horizonte, Minas Gerais. O caso ganhou ampla repercussão nacional por envolver uma discussão de trânsito que terminou em morte e pela participação de um empresário como autor do disparo fatal.

## O crime
Na manhã de 11 de agosto de 2025, Laudemir trabalhava com colegas de equipe de limpeza urbana na rua Modestina de Souza, no bairro Vista Alegre, região Oeste de Belo Horizonte. Durante o serviço, houve uma discussão de trânsito envolvendo o empresário Renê da Silva Nogueira Júnior, de 47 anos, que conduzia um SUV.  
Testemunhas relataram que o motorista discutiu com a condutora do caminhão de lixo e chegou a ameaçá-la com uma arma de fogo. Laudemir e colegas tentaram intervir, momento em que o empresário disparou contra o gari, atingindo-o no abdômen. A vítima não resistiu e morreu no local.
O suspeito foi preso poucas horas depois em uma academia, no bairro Lourdes, região Centro-Sul da capital. A prisão em flagrante foi convertida em preventiva.

## A vítima
Laudemir de Souza Fernandes tinha 44 anos e trabalhava como gari contratado pela empresa Localix Serviços Ambientais, prestadora de serviço da Prefeitura de Belo Horizonte. Familiares e colegas o descreveram como um homem trabalhador, honesto e carinhoso, conhecido pelo perfil apaziguador.

## Repercussão
O crime gerou grande comoção social e ampla cobertura da imprensa. O velório e sepultamento foram marcados por protestos de familiares, amigos e colegas de trabalho, que pediram justiça.
A empresa Localix manifestou solidariedade à família da vítima e classificou o assassinato como um ato de violência injustificável.
Organizações sociais, políticos e autoridades também se manifestaram sobre o caso, destacando a gravidade da violência e a necessidade de responsabilização do autor.